# KISS原则
KISS原则是英语的首字母缩略字，是一種歸納過的經驗原則。KISS 原则是指在设计当中應當注重簡約的原则。總結工程專業人員在設計過程中的經驗，大多數系統的設計應保持簡潔和單純，而不摻入非必要的複雜性，這樣的系統運作成效會取得最優；因此簡單性應該是設計中的關鍵目標，尽量避免不必要的複雜性。同時這原則亦有應用在商業書信、設計電腦軟件、動畫、工程上。

## 词源
這個首字母縮略詞根據報導，是由洛克希德公司的首席工程師凱利·約翰遜（U-2 、SR-71等的設計者）所創造的。雖然長久以來，它一直是被寫為 "Keep it simple, stupid"，但約翰遜將其轉化成 "Keep it simple stupid"（無逗號），而且這種寫法仍然被許多作者使用。 詞句中最後的S並沒有任何隱涵工程師是愚蠢的含義，而是恰好相反的要求設計是易使人理解的。
說明這個原則最好的實例，是約翰遜向一群設計噴射引擎飛機工程師提供了一些工具，他們所設計的機具，必須可由一名普通機械師只用這些工具修理。 因此，“愚蠢”是指被設計的物品在損壞與修復的關聯之間，它們的難易程度。這個縮寫詞已被美國軍方，以及軟件開發領域的許多人所使用。
另外相類似的概念也可作KISS原則的起源。例如“奧卡姆剃刀”，愛因斯坦的“一切盡可能簡單”、達芬奇的“簡單是最終的複雜性” 、安德魯·聖艾修伯里的“完美不是當它不能再添加時，它似乎是在它不能被進一步刮除時實現的”。

## 詞條變種
原文當中有很多其他版本，包括：
- Keep It Simple & Stupid（在西歐文學中最常使用）
- Keep It Sweet & Simple
- Keep It Short & Simple
- Keep it Simple, Sweetheart
- Keep it Simple, Sherlock
- Keep it Sweet, Shrek

## 在軟件開發中
- 更糟就是更好